# A Very English Scandal (miniserie televisiva)
A Very English Scandal è una miniserie televisiva britannica di tre puntate basata sull'omonimo romanzo di John Preston.
La miniserie ha esordito su BBC One il 20 maggio 2018 e su Prime Video il 29 giugno 2018. In Italia è andata in onda dal 23 novembre al 7 dicembre 2018 su Fox Crime.

## Trama
Nel 1965 Jeremy Thorpe, appartenente al Partito Liberale e membro della Camera dei comuni britannica, deve fare i conti con l'ex amante contrariato Norman Josiffe, che incontrò nel 1961 e con il quale ebbe una relazione per diversi anni. Thorpe aveva incontrato Norman quando quest'ultimo era un giovane stalliere nell'Oxfordshire. Subito dopo Thorpe intraprese con lui una lunga corrispondenza (Norman conservò quelle lettere). Norman, che perdeva tutti i lavori che riusciva a trovare, in particolare dopo aver perso la tessera della National Insurance (assicurazione nazionale), era instabile e aveva un debole per il dramma e l'auto compatimento, i quali si rivelarono sempre più problematici.
Quando Thorpe si stancò di Norman insistette perché lo lasciasse, organizzando per lui una sistemazione a Londra; ma il giovane cominciò a minacciarlo di divulgare la loro relazione. Thorpe, temendo l'esposizione e la fine della sua carriera politica, coinvolge il suo collega, il deputato liberale Peter Bessell, per erogare a Norman piccole somme di denaro per comprare il suo silenzio. Norman richiede anche una nuova tessera della National Insurance da Thorpe, ma la sua richiesta è negata poiché collegherebbe Thorpe a Norman.
Nel 1968 Thorpe viene eletto leader del partito liberale ed è l'uomo più giovane a guidare il partito da un secolo. Si sposa con Caroline Allpass e hanno un bambino. Norman, d'altra parte, è diventato ancora più instabile. Ora si fa chiamare Norman Scott e, anche se va d'accordo con cavalli e cani, non riesce a mantenere un lavoro o una relazione, beve molto e incomincia a drogarsi. Norman chiama Caroline e le parla della sua storia passata con suo marito. Lei rimane sbalordita da questa rivelazione.
Caroline muore nel 1970, a causa di un incidente automobilistico e Thorpe soffre molto per la sua morte. Bessell si trasferisce negli Stati Uniti per sfuggire ai suoi problemi finanziari. Norman continua a cercare di ottenere una nuova tessera delle assicurazioni nazionali e tenta di divulgare la sua storia, ma senza successo. Thorpe pensa di doverlo uccidere, ma i piani vengono posticipati più volte.
Thorpe si risposa con Marion Stein, Contessa di Harewood, nel 1973 e continua la sua ascesa politica. Sfortunatamente Thorpe incontra Norman per caso e va nel panico, chiede a David Holmes (un vecchio amico di Oxford) di organizzare l'omicidio di Norman. Andrew Newton viene pagato per questo 10.000 sterline. A questo punto prova a ucciderlo ma fallisce platealmente, riuscendo solo a uccidere il cane di Norman. Norman riporta immediatamente il crimine alla polizia ed è convinto che sia stato ordinato da Thorpe.
Ciò si traduce nel noto scandalo di Jeremy Thorpe che durò dal 1976 al 1979. Newton viene processato e condannato per aver tentato di uccidere Norman. Poco dopo Norman consegna alla polizia due lettere che Thorpe gli aveva dato negli anni '60. Thorpe decide, preventivamente, di rendere pubbliche le due lettere per poi dimettersi da leader del partito liberale nel maggio 1976. Corre per la rielezione in Parlamento, ma perde il suo seggio nel North Devon che va ad Anthony Speller del partito conservatore.
Thorpe, Holmes e altri due co-cospiratori vengono accusati e processati con l'accusa di tentato omicidio. Thorpe assume George Carmen, un impietoso avvocato, per difenderlo. Nel maggio 1979, il processo prende il via e i media riportano ogni dettaglio. Norman testimonia, spiegando che ciò che vuole principalmente è la sua tessera della National Insurance e che la sua storia sia riconosciuta. Il giudice Cantley è fortemente prevenuto e si schiera pesantemente con Thorpe nel dare le istruzioni alla giuria, che poi riterrà Thorpe e i suoi co-cospiratori non colpevoli.
I titoli di coda spiegano che Thorpe non ha mai più avuto una carica pubblica. Lui e Marion rimasero sposati fino alla morte di Marion, avvenuta nel marzo 2014. Thorpe morì nove mesi dopo (il 4 dicembre 2014). Bessell rimase negli Stati Uniti fino alla sua morte, avvenuta nel 1985. Norman invece, al momento della serie, risulta essere ancora vivo e in possesso di 11 cani. Anche dopo tutti questi anni non è riuscito a procurarsi una tessera delle assicurazioni nazionali.

## Personaggi e interpreti
- Jeremy Thorpe, interpretato da Hugh Grant, doppiato da Luca Ward.
- Norman Scott, interpretato da Ben Whishaw, doppiato da Emiliano Coltorti.
- Peter Bessell, interpretato da Alex Jennings, doppiato da Luca Biagini.
- Ursula Thorpe, interpretata da Patricia Hodge.
- Marion Thorpe, interpretata da Monica Dolan, doppiata da Valeria Vidali.
- David Holmes, interpretato da Paul Hilton.
- David Napley, interpretato da Jonathan Hyde, doppiato da Franco Zucca.
- Gwen Parry-Jones, interpretata da Eve Myles, doppiata da Eleonora Reti.
- Arthur Gore, VIII conte di Arran, interpretato da David Bamber, doppiato da Ennio Coltorti.
- Emlyn Hooson, interpretato da Jason Watkins, doppiato da Mino Caprio.
- Andrew Newton, interpretato da Blake Harrison, doppiato da Alessandro Campaiola.
- Lyn, interpretata da Michelle Fox.
- George Carman, interpretato da Adrian Scarborough, doppiato da Mauro Gravina.
- Edna Friendship, interpretata da Michele Dotrice, doppiata da Lorenza Biella.
- Caroline Allpass, interpretata da Alice Orr-Ewing, doppiata da Stella Gasparri.
- Reginald "Reggie" Maudling, interpretato da Michael Culkin.
- Fiona Gore, Contessa di Arran, interpretata da Susan Wooldridge.
- Leo Abse, interpretato da Anthony O'Donnell, doppiato da Oliviero Dinelli.
- Diana Stainton, interpretata da Naomi Battrick.
- George Deakin, interpretato da Dyfan Dwyfor.
- Cantley, interpretato da Paul Freeman, doppiato da Bruno Alessandro.

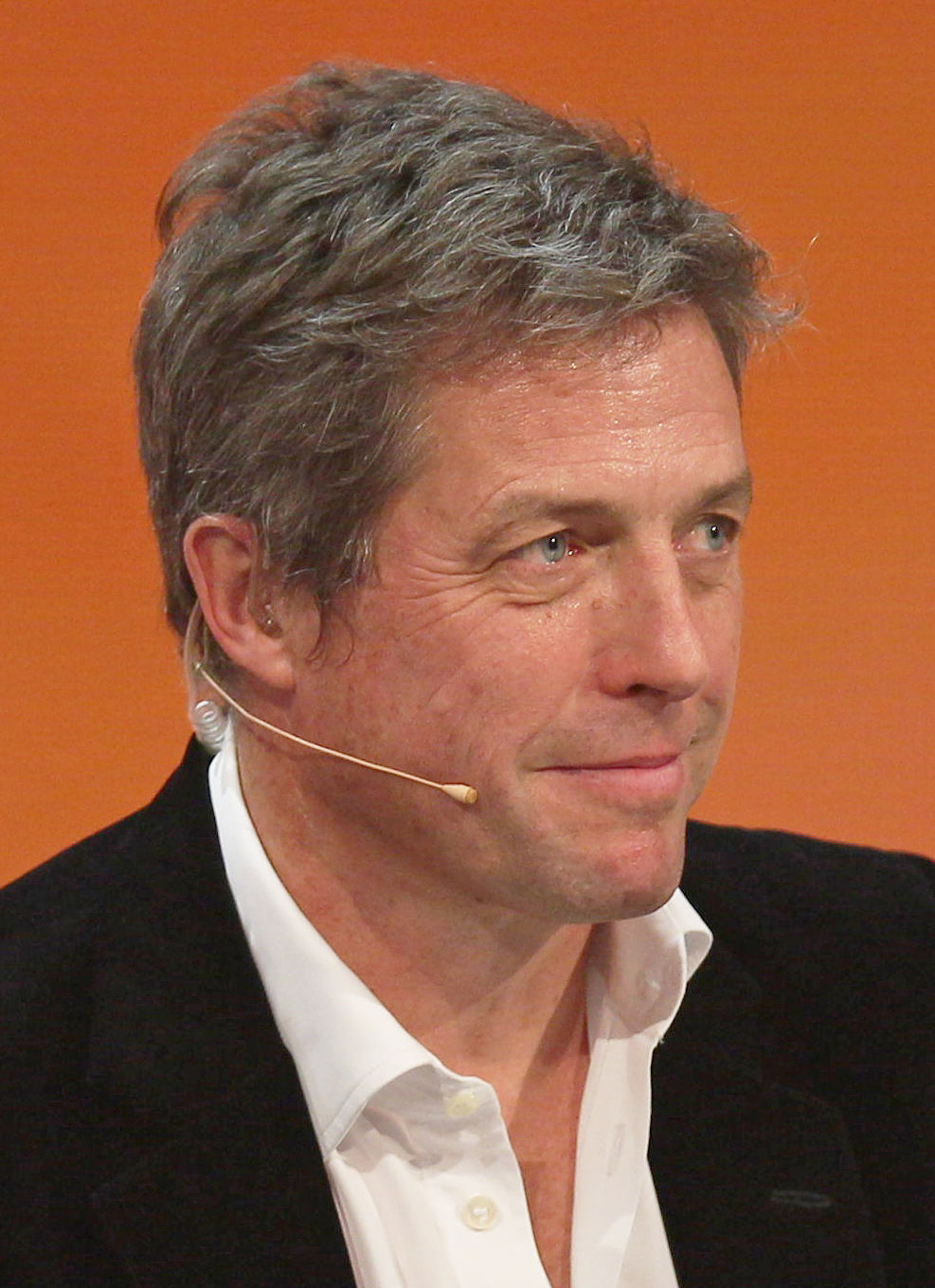
Hugh Grant
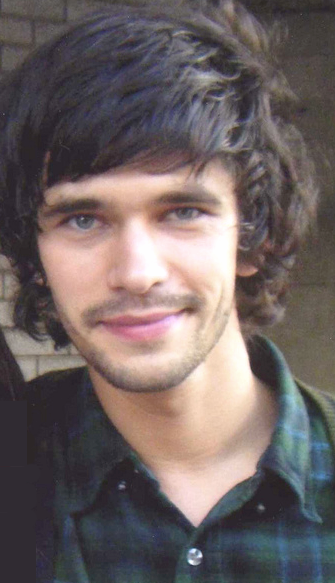
Ben Whishaw
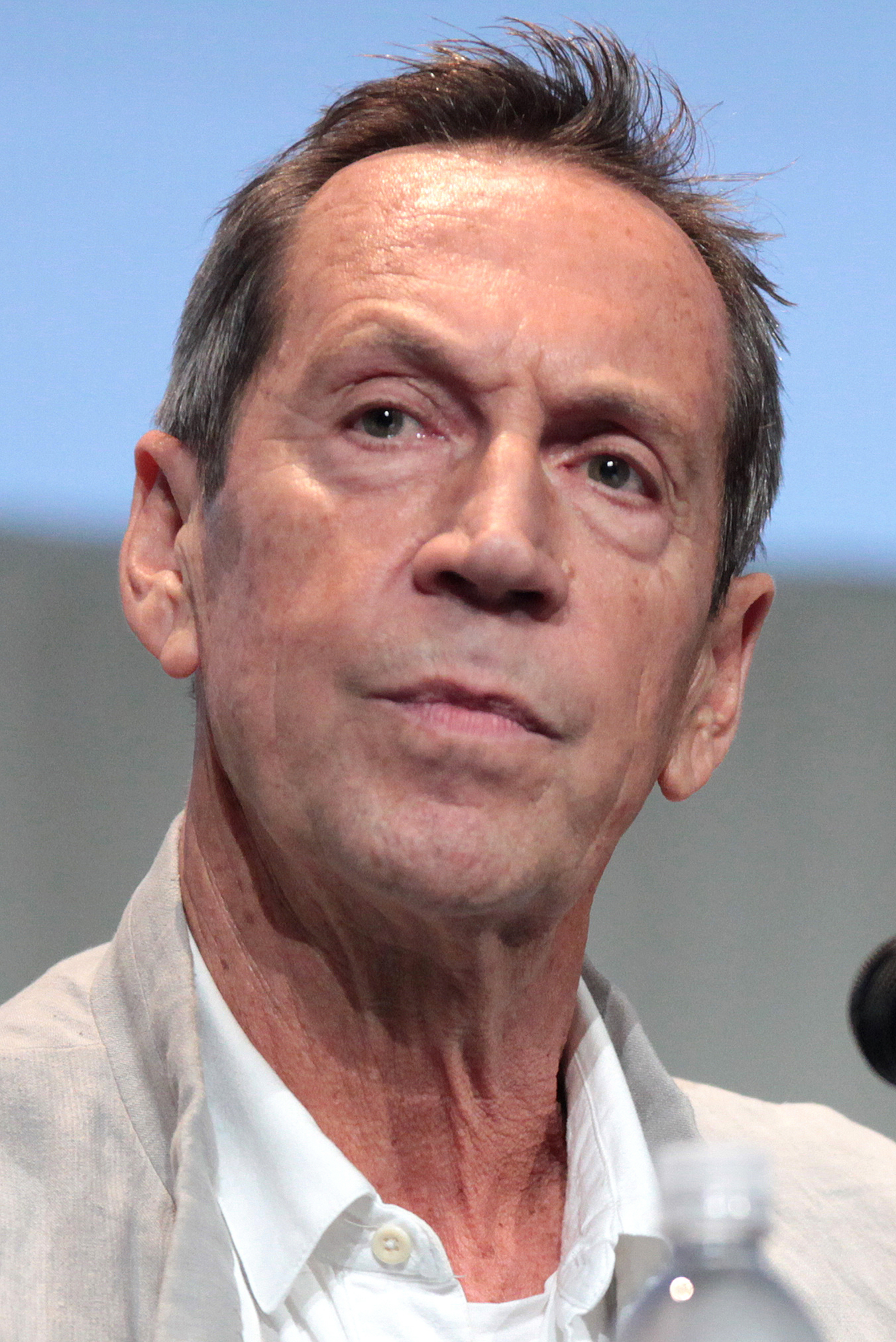
Jonathan Hyde
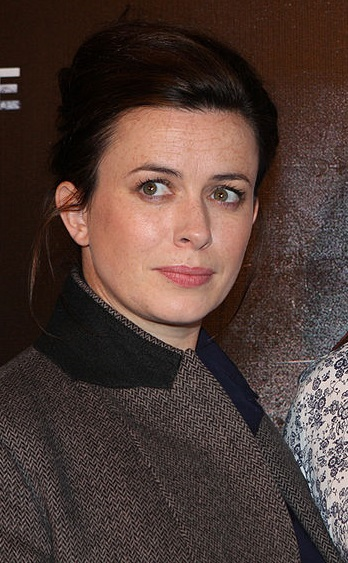
Eve Myles
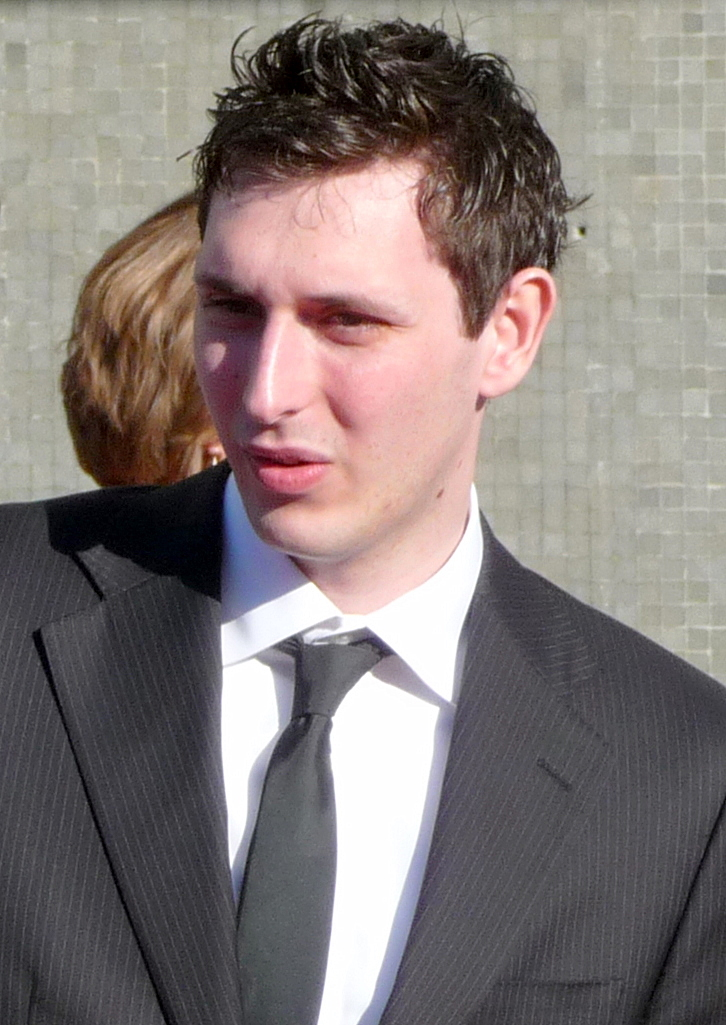
Blake Harrison

## Produzione

### Sviluppo
La miniserie è stata scritta da Russell T Davies e diretta da Stephen Frears, con l'attore Hugh Grant per interpretare Thorpe e Ben Whishaw nei panni di Scott. Il dramma televisivo della BBC è stato annunciato per la prima volta il 4 maggio 2017.

## Promozione
Il trailer ufficiale della serie è uscito il 5 maggio 2018.

## Distribuzione
La miniserie è stata trasmessa su BBC One dal 20 maggio al 3 giugno 2018 e resa disponibile su Prime Video il 29 giugno 2018.

### Home video
Nel Regno Unito il DVD è uscito il 2 luglio 2018.

## Accoglienza

### Critica
La miniserie è stata acclamata dalla critica. Sull'aggregatore di recensioni Rotten Tomatoes ha un indice di gradimento del 96% con un voto medio di 9,05 su 10, basato su 45 recensioni. Il commento consensuale del sito recita: "Hugh Grant e Ben Whishaw fanno colpo con A Very English Scandal, uno sguardo altrettanto coinvolgente e terrificante sulla politica e la società britanniche". Su Metacritic invece ha un punteggio di 84 su 100, basato su 17 recensioni che indica un "plauso universale".

## Casi mediatici
Sull’onda della miniserie sono state aperte diverse inchieste giornalistiche che hanno rivelato che Newton, il presunto killer, non è morto come si pensava, ma vive sotto falso nome nel Surrey. La polizia ha però fatto sapere che l'inchiesta non verrà riaperta.

## Riconoscimenti
- Satellite Awards - 2018
  - Candidatura per la Miglior miniserie
  - Candidatura per il Miglior attore in una miniserie (Hugh Grant)
  - Candidatura per il Miglior attore in un ruolo secondario (Ben Whishaw)
- Broadcast Film Critics Association Awards - 2019
  - Candidatura per la Miglior miniserie
  - Candidatura per il Miglior attore in una miniserie (Hugh Grant)
  - Candidatura per il Miglior attore in un ruolo secondario (Ben Whishaw)
- Screen Actors Guild Awards - 2019 
  - Candidatura per la Miglior prestazione di un attore maschile in un film televisivo o in una miniserie (Hugh Grant)
- Golden Globes - 2019 
  - Candidatura per la Miglior miniserie
  - Candidatura per la Miglior prestazione di un attore maschile in un film televisivo o in una miniserie (Hugh Grant)
  - Vinto per il Miglior attore non protagonista in una serie (Ben Whishaw)

## Altre opere
A seguito del successo della miniserie, la produzione ha deciso di produrne una seconda, A Very British Scandal, che drammatizza il divorzio Argyll, fra Ian Campbell, XI duca di Argyll, e la sua terza moglie, Margaret Whigham, caso che calamitò l'attenzione pubblica nel 1963.
È prevista anche una terza miniserie collegata, A Very Royal Scandal, che tratterà della famigerata intervista rilasciata dal principe Andrea alla giornalista Emily Maitlis nel 2019.